# Julian Bończa-Tomaszewski

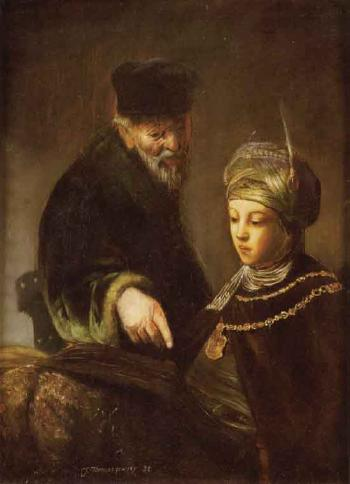
Uczeń i jego nauczyciel 1888

Julian Bończa-Tomaszewski (ur. 17 lutego 1834 w Petersburgu, zm. 3 grudnia 1920 w Nicei) – malarz polski czynny w Rosji i Francji. Mimo że urodził się w Rosji, deklarował się jako Polak i posługiwał się herbem rodowym Bończa, sygnował swoje obrazy alfabetem łacińskim
Studiował malarstwo na Cesarskiej Akademii Sztuk Pięknych w Petersburgu w pracowni Fiodora Antonowicza Bruniego. W roku 1856 otrzymał wielki srebrny medal za obraz „Judasz rzucający srebrniki” a w roku 1859 mały złoty medal za obraz „Chrystus nauczający w świątyni”. W roku 1863 Akademia Petersburska nadała mu tytuł artysty XIV klasy, a w roku 1864 tytuł akademika za obraz „Aria Marcellusa”.
W roku 1860 wyjechał do Włoch, gdzie przebywał głównie w Neapolu, w latach 1861–1887 mieszkał w Paryżu, gdzie wystawiał swoje obrazy na salonach malarstwa.
W roku 1882 Julian Bończa-Tomaszewski został odznaczony rosyjskim Orderem Świętej Anny.
Jego twórczość poświęcona była głównie malarstwu historycznemu z dziejów Francji i Rosji, a także malarstwu rodzajowemu i scenom mitologicznym. Stworzył m.in. obrazy „Stracenie Brunhildy”, „Powitanie Ludwika XI wkraczającego do Paryża”, „Piotr Wielki przed pomnikiem Richelieu”, „Scena z komedii Moliera Tartuffe”, „Rzymianka w kąpieli” oraz „Wenus i Amor”.